# Yanceyville
Yanceyville település az Amerikai Egyesült Államok Észak-Karolina államában, Caswell megyében, melynek megyeszékhelye is. Lakosainak száma 1937 fő (2020. április 1.).

## Népesség
A település népességének változása:

| 2010 | 2 039 |
| 2020 | 1 937 |